# ФАП 1620
ФАП 1620 је домаћи камион, заснован на моделима „Мерцедес-Бенц” серије NG, намењен превозу терета и материјално—техничких средстава, који производи Фабрика аутомобила Прибој. Настао је спојем Мерцедес-Бенц и ФАП технологије, популарно назван „Мешанац”. Један је од најпопуларнијих модела произведених у ФАП-у.

## Опис и намена
ФАП 1620 је возило са шестоцилиндричним четворотактним, водено хлађеним „ФАМОС” дизел-мотором емисионог стандарда Евро 1, јачине 200 коњских снага. Производио се у много верзија са најразличитијим надоградњама од сандучара и кипера, до верзија за специјалним надоградњама за потребе ватрогасаца, комуналних служби, шумских газдинстава.
Основни модел који је највише произвођен је сандучар са дугом кабином ФАП 1620 БД. Тегљач је обележен као ФАП 1620 БДТ. Камион са кратком кабином је произвођен углавном за надоградње попут кипера, који је обележен као ФАП 1620 БК, или за друге специјалне надоградње попут комуналних или ватрогасних цистерни.
У свом називу ознаке има следеће значење:
- ФАП — назив произвођача,
- 16 — укупна маса основног аутомобила у тонама,
- 20 — снага мотора у коњским снагама (20х10=200 КС),
- Б — ознака по стандарду ФАП-а за трамбус кабину (кабина изнад мотора),
- Д — ознака за дугу кабину,
- К — ознака за кипер.[2]

Поред стандардне верзије камиона са две осовине, постојала је и ређа серија возила са три осовине у конфигурацији 6х2. Ова верзија је у неким приликама означена и као ФАП 2220 мада је некада и означивана само као ФАП 1620. Ова верзија је коришћена за специјализован надградње као што су цистерне за воду, ринфуз, камиони за превоз дрва и сл.

## 1621
ФАП 1620 је деведесетих година доживео модернизацију, уместо стандардног ФАМОС мотора почео је да се уграђује Mерцедесов ОМ 366 ЛА мотор са 210 коњских снага а сам камион добио је ознаку ФАП 1621 због повећања снаге мотора.

## Технички подаци
- Дозвољена укупна маса (кг) — 16.000
- Корисна носивост (кг) — 8,700
- Мотор — ФАМОС 2Ф 130Б
- Број цилиндара — 6
- Пречник/Ход клипа [mm] — 125/150
- Радна запремина [cm3] — 11.040
- Снага [KW(Кс)] — 147(200Кс)/2200
- Максимални обртни моменaт (Нм/мин) — 668/1200-1600
- Електрична инсталација (В) — 24
- Спојница — S.P1.38.70.3
- Мењач — ФАП 6МС 60-П 98
- Осовина предња [Т] — VL 4/28D-6.7
- Осовина задња [Т] — FAP 16.190/10
- Кабина — кратка или дуга
- Товарни сандук [мм] — 3900 x 2300 x 600
- Наплати — 8.00 x 20
- Пнеуматици — 11.00 R 20
- Резервоар за гориво [л] — 200
- Максимална теренска брзина [км/ч] — 80
- Максимални успон [%] — 40

## Галерија
- ФАП 1620 БД сандучар.
- ФАП 1620 БДТ тегљач.
- ФАП 1620 БД сандучар са новијом маском произведен у периоду након 1992. године.
- ФАП 1620 Б цистерна са кратком кабином.
- ФАП 1620 БД хладњача, округли фарови и трилекс фелне указују на старију серију овог модела.
- ФАП 1620 БД цистерна са дугом кабином.
- ФАП 1620 БД са дизалицом за извлачење трупаца из шуме.
- ФАП 1620 БДТ тегљач.
- ФАП 1620 Б ватрогасно возило са кратком кабином.
- ФАП 1620 Б цистерна са додатном осовином у конфигурацији 6х2, познат и као ФАП 2220.
- ФАП 1620 БД сандучар са дизалицом.
- ФАП 2220 БД сандучар са додатном осовином у конфигурацији 6х2.